# Ahmed Chalabi

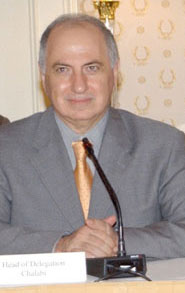
Chalabi

Ahmed Abdel Hadi Chalabi (Bagdad, 30 oktober 1944 – aldaar, 3 november 2015), ook bekend als Ahmad Abd al-Hadi al-Dschalabi of kortweg Ahmad Tschalabi, Ahmad Dschalabi of Ahmed Chalabi, was een Iraaks politicus en de leider van het Iraakse Nationale Congres (INC). Hoewel hij ooit veel aanzien genoot in de Verenigde Staten, gold hij daar als verdacht persoon. Er liepen verschillende onderzoeken naar de rol die hij heeft gespeeld in de aanloop naar de invasie van Irak in 2003.

## Persoonlijke achtergrond
Chalabi kwam uit een vooraanstaande sjiitische familie. In 1956 vertrok hij samen met zijn familie uit Irak, waarna hij het grootste deel van zijn leven in de Verenigde Staten en het Verenigd Koninkrijk doorbracht.
In het midden van de jaren 60 studeerde hij (tegelijk met cryptograaf Whitfield Diffie) aan het Massachusetts Institute of Technology, alwaar hij een Bachelor of Science in de wiskunde behaalde. In 1969 behaalde hij onder begeleiding van George Glauberman een doctorstitel in de wiskunde aan de Universiteit van Chicago, waarna hij in Libanon een betrekking kreeg aan de Amerikaanse Universiteit van Beiroet. Tussen 1973 en 1980 verschenen er van zijn hand 3 publicaties op het gebied van de abstracte algebra.
In 1971 trouwde Ahmed Chalabi met Leila Osseiran, de dochter van de Libanese politicus Adel Osseiran. Samen hebben ze vier kinderen.
In 2004 was hij speciaal te gast bij de State of the Union.
De Amerikaanse onderzoeksjournalist Aram Roston schreef in 2008 een biografie over Chalabi, The Man Who Pushed America to War. In 2011 verscheen er een tweede biografie over hem, "'Arrows of the Night': The man behind the Iraq War.
In 2019 verscheen Hate Inc. - How, And Why, The Press Makes Us Hate One Another  van Rolling Stone-journalist Matt Taibbi, eerst als een per email verspreid serial book, waarin hij onder meer betoogt dat de beschuldigingen over vermeende Weapons of Mass Destruction in Irak afkomstig van Chalabi en de informant Rafid Ahmed Alwan al-Janabi het archetype zouden zijn van een moderne propagandacampagne "om een leugen te verkopen".

## Zakelijke activiteiten
In 1977 richtte hij in Jordanië de Petra Bank op. Eind jaren 80 was dit de enige bank in Jordanië die niet kon voldoen aan een eis van de Jordaanse regering om een vijfde van alle reserves af te geven bij de Jordaanse centrale bank. Chalabi ontvluchtte naar aanleiding hiervan Jordanië, waarna hij wegens bankfraude bij verstek werd veroordeeld door een Jordaans militair tribunaal. Indien hij terugkeerde naar Jordanië, zou hem daar 22 jaar gevangenisstraf boven het hoofd hangen.

## Politieke activiteiten

### 1990-2003
Aan het begin van de jaren 90 was Chalabi nauw betrokken bij een Koerdische verzetsbeweging in Noord-Irak. Hij ontvluchtte Irak toen deze beweging de kop werd ingedrukt.
In Washington lobbyde hij voor de (in oktober 1998 doorgevoerde) Iraakse Bevrijdingswet, waarbij 97 miljoen Amerikaanse dollar werd uitgetrokken om Iraakse oppositiegroepen te ondersteunen. Dit bedrag werd nagenoeg volledig doorgesluisd via het in 1992 opgerichte en door Chalabi geleide Iraakse Nationale Congres.
Chalabi had voorheen goede politieke en zakelijke betrekkingen met enkele vooraanstaande neoconservatieven in het Pentagon. Naar verluidt had hij ook contacten binnen het Project for the New American Century, bijvoorbeeld met Paul Wolfowitz en Richard Perle.

### 2003-2005
In de aanloop naar de invasie van Irak in 2003 leverde Chalabi, met hulp van BKSH & Associates Worldwide, een belangrijk deel van de informatie waarop het Office of Special Plans (OSP) uiteindelijk de veroordeling baseerde van de toenmalige dictator Saddam Hoessein, die onder meer in het bezit zou zijn van massavernietigingswapens en banden zou onderhouden met Al-Qaeda. Toen vrijwel al deze informatie achteraf onjuist bleek, viel Chalabi uit de gratie bij de Amerikaanse regering. Sindsdien zijn er diverse langlopende onderzoeken naar hem ingesteld.
Reeds voor het begin van de oorlog in Irak had de CIA sterke twijfels over informatie betreffende de vermeende aanwezigheid van biologische wapens in Irak. Deze informatie leek afkomstig van Chalabi en diens INC en was via de overgelopen Iraakse informant Rafid Ahmed Alwan al-Janabi (codenaam Curveball) aan de VS  doorgegeven. Kort voor het begin van de Irakoorlog had Colin Powell op basis van deze informatie nog een presentatie gehouden voor de VN, om meer steun voor de oorlog te werven. Nadat de betreffende informatie achteraf onjuist was gebleken, verontschuldigde Powell zich.
Kort na de Amerikaans/Britse invasie van Irak in 2003 kreeg Chalabi van de Coalition Provisional Authority een plaats toegewezen in de Iraakse regeringsraad, die tussen juli 2003 en juni 2004 in Irak als interim-regering fungeerde. In september 2003 was Chalabi tevens voorzitter van deze regeringsraad.
Vanaf 2004 brokkelde het vertrouwen in Ahmed Chalabi van Amerikaanse zijde steeds verder af. Begin 2004 verspreidde Chalabi samen met enkele anderen het gerucht dat er wereldleiders waren die illegaal profiteerden van het olie-voor-voedselprogramma. VN-gezant Lakhdar Brahimi Chalabi en andere leden van het INC werden gaandeweg verdacht van onder meer fraude met het Iraakse geld en van diefstal. Op 19 mei 2004 stopte de Amerikaanse regering met het op regelmatige basis uitbetalen van Chalabi en het INC voor de inlichtingen. Een dag later werden Chalabi's huis en kantoor overvallen door de Iraakse politie die werd gesteund door Amerikaanse soldaten. Documenten en computers werden in beslag genomen, vermoedelijk als mogelijk bewijsmateriaal. Het hoofddoel van deze overval was niet Chalabi zelf, maar zijn inlichtingendirecteur, Aras Habib.
In juni 2004 ging het gerucht dat Chalabi al sinds april Amerikaanse staatsgeheimen doorspeelde aan Iran, waaronder het feit dat de VS een belangrijke code van de Iraanse inlichtingendienst hadden gekraakt. Chalabi legde alle beschuldigingen naast zich neer.
Op 8 augustus 2004 werd er een arrestatiebevel tegen Chalabi uitgevaardigd, omdat hij werd verdacht van vervalsing. Tegelijkertijd werd zijn neef Salem Chalabi - die op dat moment aan het hoofd stond van het Speciale Iraaks Tribunaal - beschuldigd van moord. Zowel Ahmed als Salem waren op dat moment niet zelf in Irak aanwezig. Toen Ahmed Chalabi op 10 augustus in Irak terugkeerde stelde hij zich ter beschikking van de Iraakse regering, maar werd nooit gearresteerd. De betreffende aanklachten tegen hem werden later allemaal weer ingetrokken.
Op 1 september 2004 vertelde Chalabi aan verslaggevers dat er nabij de Iraakse stad Latifiya een moordaanslag op hem was gepleegd.

### 2005-2015
Chalabi was in Irak interim-minister van olie in de periode april-mei 2005 en plaatsvervangend premier van mei 2005 tot mei 2006. Na weer wat van zijn geloofwaardigheid te hebben herwonnen, werd hij op 28 april 2005 verkozen tot plaatsvervangend eerste minister en tot minister van olie, totdat Ibrahim Mohammad Bahr al-Ulloum korte tijd later deze laatste post van hem overnam. In december 2005 nam Chalabi het op zijn beurt weer even over van Ulloum, die door eerste minister Ibrahim al-Jaafari was gesommeerd het werk neer te leggen. In januari 2006 keerde Ulloum terug op de ministerspost.
Voorafgaand aan de Iraakse parlementaire verkiezingen van december 2005 was het INC van Chalabi uit de Verenigde Iraakse Alliantie gestapt. De INC nam zelf ook deel aan de verkiezingen, maar verloor. Bij de parlementsverkiezingen kreeg Chalabi geen zetel en mocht daarom niet plaatsnemen in de nieuwe Iraakse regering, die in mei 2006 werd geïnstalleerd. Al-Jaafari werd de eerste Iraakse premier.
In 2006 nam Chalabi deel aan de Bilderbergconferentie, die dat jaar werd gehouden in Ottawa.
In oktober 2007 werd Chalabi door Nouri Maliki aangesteld als hoofd van de Iraakse dienstencommissie, die belast was met de wederopbouw van het leven in en rond Bagdad.
Op 3 november 2015, overleed Chalabi in zijn appartement in Bagdad aan een hartaanval.